# Claude Yvon
Claude Yvon, también conocido como Abate Yvon (Mamers, 15 de abril de 1714 -París, noviembre de 1791), fue un teólogo y enciclopedista francés.

## Biografía
Era hijo de un comerciante de Mamers. Antes de trasladarse a París, recibió las órdenes menores como abate. En París, se ganaba el sustento más o menos bien como profesor o, mejor, como tutor en la Sorbona donde preparaba a los estudiantes para sus exámenes. También escribió anónimamente varias obras. Los primeros textos que publicó firmados con su propio nombre fueron los artículos para la Encyclopédie ou Dictionnaire raisonné des sciences, des arts et des métiers sobre el alma âme, ateísmo athéisme, Dios dieu y algunos otros lemas.
Aunque aparentemente inofensivo, este artículo sobre el alma atrajo la atención de los fiscales oficiales para publicaciones, como el fiscal general Joseph Omer Joly de Fleury (1715-1810), avocat général au Grand Conseil (1737-1746). Joly de Fleury presentó una querella feroz en contra de este artículo porque en su opinión era una expresión de ateísmo puro.
A partir de 1751, Yvon compartió un departamento con dos abates, Jean Pestré y Jean-Martin de Prades, los tres colaboradores del primer volumen de la Encyclopédie que apareció en junio de ese mismo año. Bajo la amenaza de una lettre de cachet, huyó en 1752 hacia la República de las Siete Provincias Unidas, a Holanda.
Allí consiguió trabajo como corrector de pruebas en la editorial de Marc-Michel Rey. En los registros de Concordia Vincit Animos Ámsterdam, una logia masónica de Ámsterdam, aparece su nombre en la lista.
Por un período breve de tiempo cambió su lugar de residencia desde Holanda a Berlín.
Más tarde se mudó a Lieja con el escritor Pierre Rousseau (1716-1785). Aquí Yvon lo apoyó en la creación del Journal encyclopédique.
En 1754, se publicó en Londres su obra Liberté de conscience resserrée dans des bornes légitimes, en tres volúmenes. En este trabajo planteó la tesis de que todas las religiones serían por su propia naturaleza intolerantes y estarían obligadas a atacar a sus enemigos, pero que la sociedad civil debería ser tolerante con aquellos que no están de acuerdo con los líderes religiosos. El libro acabó siendo condenado por la Santa Sede, que decretó su inclusión en el Índice de Libros Prohibidos de la Iglesia católica en 1761. Yvon regresó a Francia a comienzos de 1762.
A principios del año 1767, Yvon se convirtió en editor del Journal de l'Agriculture. En 1778, aparecieron los dos primeros volúmenes de Yvon sobre historia de la Iglesia; ambos se publicaron en Ámsterdam, bajo el título Discours et généraux raisonnés sur l'histoire de l'Eglise. A ellos seguirían otros diez volúmenes, pero no llegaron a publicarse. Incluso los dos primeros volúmenes ya llamaron la atención de la policía y las autoridades de censura quienes, en consecuencia, prohibieron la publicación del tercer volumen. Este suceso se hizo eco en la prensa, e Yvon ofreció hacer las correcciones que la censura exigía, pero no tuvo éxito.
Yvon murió en París en noviembre de 1789. Hasta su muerte fue bibliotecario del Marc-René de Voyer d'Argenson (1722-1782) en el Château des Ormes.

## Obras
- Liberté de conscience resserrée dans des bornes légitimes, Londres, 1754–55, 3 partes.
- Dos cartas a Rousseau: Lettres à Rousseau, pour servir de réponse à sa lettre contre le mandement de l’archevêque de Paris; Ámsterdam, 1763.
- Discours généraux et rationnés sur l’histoire de l’Église, Ámsterdam (París), 1768, 3 vol.
- Accord de la philosophie avec la religion, prouvé par une suite de discours relatifs à treize époques, París, 1776.

### Artículos para laEnyclopédie
Yvone escribió un total de 46 entradas enciclopédicas:
- Abduction, en Logique
- Académiciens
- Acatalepsie
- Accident, en Logique
- ACTION, (Morale.)
- ADHÉSION, en Logique
- Adjectifs, (Logique.)
- Adultere, (Morale.)
- AGIR, (Morale.)
- AMBITION
- AME
- AME des Bêtes, (Métaph.)
- AMITIÉ, (Morale.)
- Amour-propre & de nous-mémes
- ANALOGIE, (Logique & Gramm.)
- L’Analyse, en Logique
- ANÉANTISSEMENT, (Métaph.)
- Antécédent, en Logique
- ANTEPREDICAMENS, en Logique
- APATHIE, dans un sens moral
- APODICTIQUE, en Logique
- APPÉTIT, (Morale.)
- APPRÉHENSION,
- ARETOLOGIE, (Morale.)
- Argument dialectique, en Logique
- Art Mnemonique
- Association
- ATARAXIE, (Morale.)
- ATHÉES, (Métaph.)
- ATHÉISME, (Métaphysiq.)
- ATOMISME
- Attention, (Logiq.)
- ATTRIBUT, (Métaphysique.)
- AVARICE, (Morale.)
- AXIOME
- BARBARES, (Philosophie.)
- BIEN, (en Morale.)
- BIENHEUREUX, Théologie en Morale
- BIENVEILLANCE, (Morale.)
- BON, (Métaph.)
- BONTÉ, (Morale.)
- BROCARD, (Morale.)
- CATÉGORIE, (Log.)
- CAUSE, (Métaphys.)
- CELTES (Philosophie des)
- Censure de livres ou de propositions